# Cody Horn
Cody Harrell Horn (Los Angeles, 12 giugno 1988) è un'attrice e modella statunitense.

## Biografia
Nata e cresciuta a Los Angeles, figlia dell'ex modella Cindy Harrell e di Alan F. Horn, presidente di Walt Disney Studios e ex presidente della Warner Bros. Ha studiato alla Harvard-Westlake School, dove si è diplomata nel 2006.
Seguendo le orme della madre, inizia a muovere i primi passi nel mondo dello spettacolo lavorando come modella. È apparsa nella campagna Polo Jeans di Ralph Lauren. Debutta come attrice nel 2010 recitando nei film Twelve e Il primo amore non si scorda mai. Sempre nel 2010 partecipa a dieci episodi della serie televisiva Rescue Me e successivamente appare come guest star in White Collar e The Office.
Nel 2012 viene diretta da Steven Soderbergh in Magic Mike.

## Filmografia

### Cinema
- Dead Hands, regia di Sarah Daggar-Nickson (2010) – cortometraggio
- Twelve, regia di Joel Schumacher (2010)
- Il primo amore non si scorda mai (Flipped), regia di Rob Reiner (2010)
- Violet & Daisy, regia di Geoffrey Fletcher (2011)
- Occupant, regia di Henry Miller (2011)
- Magic Mike, regia di Steven Soderbergh (2012)
- End of Watch - Tolleranza zero (End of Watch), regia di David Ayer (2012)
- Worst Friends, regia di Ralph Arend (2014)
- Demonic, regia di Will Canon (2015)

### Televisione
- Rescue Me – serie TV, 5 episodi (2010)
- White Collar – serie TV, 1 episodio (2011)
- The Office – serie TV, 3 episodi (2011)